# Союз білоруських патріотів
Союз білоруських патріотів (біл. Саюз беларускіх патрыётаў) — молодіжна організація, яка діяла на території Західної і Північної Білорусі в 1946–1947 роках.

## Історія
Союз білоруських патріотів виник на початку 1946 року в Глибокому і Поставах. Улітку 1946 року з'явилася підпільна патріотична організація в Слонімі, що мала конспіративну назву «Чайка». Її заснували молоді вчителі. Протягом року подібні громади створювалися в Барановичах, Бресті, Новогрудку, Жировичах. Улітку 1946 року громади з Барановичів, Слоніма і Новогрудка об'єдналися в Центр Білоруського визвольного руху під керівництвом Василя Супруна. Влітку 1947 року з'явилися обласні структури управління, які очолили Олександр Борейко (Барановицька область), Микола Макаревич (Берестейська область), Сергій Яновський (Молодечненська область) і Микола Ляскавець (Пінська область). У цей же час прийняли й остаточну назву руху — «Союз білоруських патріотів». Узимку 1947 року організацію ліквідували радянські органи держбезпеки. Відбулися два військові трибунали в Барановичах і Мінську. Членів ЗБП звинуватили в антирадянській діяльності та покарали розстрілами, таборами і тюремними ув'язненнями.

## Діяльність
Головні цілі, які ставили перед собою активісти ЗБП: поліпшення добробуту населення, захист національних і громадянських прав, порятунок білоруської мови в умовах інтенсивної русификаціі. Кінцева мета об'єднання — побудова незалежної народної литвинської білоруської держави. Діяльність СБП не могла не помітити радянська влада, тому взимку 1947 року СБП був розгромлений за участю провокаторів.

## Члени організації
- Василь Супрун
- Агейка
- Ніна Асіненко
- Микола Асіненко
- Альберт Ботяновский
- Алесь Борейко
- Лев Белевич
- Марія Белевич
- Микола Конон
- Валентин Лагуньонок
- Микола Ляскавець
- Микола Макаревич
- Євген Сидорович
- Олеся Умпірович
- Олеся Фурс
- Антон Фурс
- Сергій Яновський
- та інші